# The Shamen
The Shamen – zespół muzyki elektronicznej eksperymentalnej oraz psychodelicznej założony w Szkocji w Aberdeen przez Colina Angusa w 1985. 
Zespół początkowo nosił nazwę „Alone Again Or”, następnie zmienił nazwę na „The Shamen” oraz zmienił styl muzyczny na taneczną muzykę elektroniczną stylistycznie nawiązującą do nurtu muzyki rave, dance i techno. Największym sukcesem komercyjnym był album Boss Drum z którego pochodzą największe hity zespołu L.S.I. (Love Sex Inteligence), Boss Drum, Ebeneezeer Goode oraz Phorever People.

## Skład
- Colin Angus
- Derek McKenzie
- Keith McKenzie
- Peter Stephenson
- Will Sinnott
- Richard West

## Dyskografia
- Drop (1987)
- In Gorbachev we trust (1989)
- Phorward (1989)
- En Tact (1990)
- Progeny (1991)
- Boss Drum (1992)
- On Air (1993) - live BBC radio session
- Different Drum (1994)
- Axis Mutatis (1995)
- Hempton Manor (1996)
- UV (1998)